# Джанхотов, Рамзан Усманович
Рамзан (Рамазан) Усманович Джанхотов (род. 28 ноября 2002, Чечня) — российский тяжелоатлет, двукратный серебряный призёр чемпионатов России 2020 и 2025 годов, серебряный призёр розыгрыша Кубка России 2022 года, серебряный призёр Игр стран СНГ 2023 года, мастер спорта России.

## Карьера
Чеченец. Выступал в весовых категориях до 67-81 кг. Наставником Джанхотова является Х. З. Асаев. В 2020 году Джанхотов стал серебряным призёром чемпионата России в категории до 67 кг с результатом в сумме двоеборья 280 кг. В том же году он стал чемпионом России среди спортсменов до 18 лет на первенстве страны в Старом Осколе (122+145=267 кг). На следующий год Джанхотов занял 5-е место на первенстве мира в Ташкенте среди спортсменов до 20 лет в категории до 73 кг (138+165=303 кг). В 2022 году завоевал серебро Кубка России в категории до 81 кг (156+177=333 кг).
В феврале 2025 года в Верхней Пышме Джанхотов стал победителем Кубка России (158+182=340 кг).
На чемпионате России в Санкт-Петербурге в 2025 году в категории до 89 кг завоевал серебряную медаль с результатом 350 кг по сумме двоеборья. В рывке стал победителем, а в толчке показал второй результат.

## Спортивные результаты
- Чемпионат России по тяжёлой атлетике 2020 —  (130+150=280 кг);
- Кубок России по тяжёлой атлетике 2022 —  (156+177=333 кг);
- Чемпионат России по тяжёлой атлетике 2022 —  (151+172=323 кг);
- Чемпионат России по тяжёлой атлетике 2023 —  (153+175=328 кг);
- Кубок России по тяжёлой атлетике 2025 —  (158+182=340 кг);
- Чемпионат России по тяжёлой атлетике 2025 —  (160+190=350 кг);